# Super Collider
Super Collider è il quattordicesimo album in studio del gruppo musicale statunitense Megadeth, pubblicato il 4 giugno 2013 dalla Tradecraft, etichetta discografica indipendente fondata da Dave Mustaine.
L'album è venuto incontro a numerose recensioni negative da parte dei critici musicali, ma nonostante ciò ha debuttato alla sesta posizione della classifica statunitense degli album, il punto più alto dai tempi di Youthanasia (1994).
Si tratta inoltre del primo album del gruppo dai tempi di Cryptic Writings (1997) a non presentare un cambiamento di formazione rispetto al precedente album, nonostante sia il chitarrista Chris Broderick che il batterista Shawn Drover abbiano abbandonato il gruppo al termine del 2014.

## Antefatti
Il 18 luglio 2012, la mascotte Vic Rattlehead ha pubblicato un messaggio su Twitter in cui ha rivelato che il frontman Dave Mustaine aveva iniziato a comporre alcuni testi per il seguito di Thirteen. In un'intervista a NME, Mustaine ha confermato l'esistenza di materiale inedito, commentando: "Alcuni [brani] sono un po' lenti e oscuri, altri un po' veloci."
Più tardi Mustaine ha annunciato che il gruppo si sarebbe preparato per cominciare i lavori su un nuovo album in studio. Il frontman inoltre ha pensato di pubblicare l'album nella primavera del 2013, attraverso una nuova etichetta discografica; il precedente contratto con la Roadrunner Records era soltanto per tre album ed è scaduto con la pubblicazione di Thirteen.

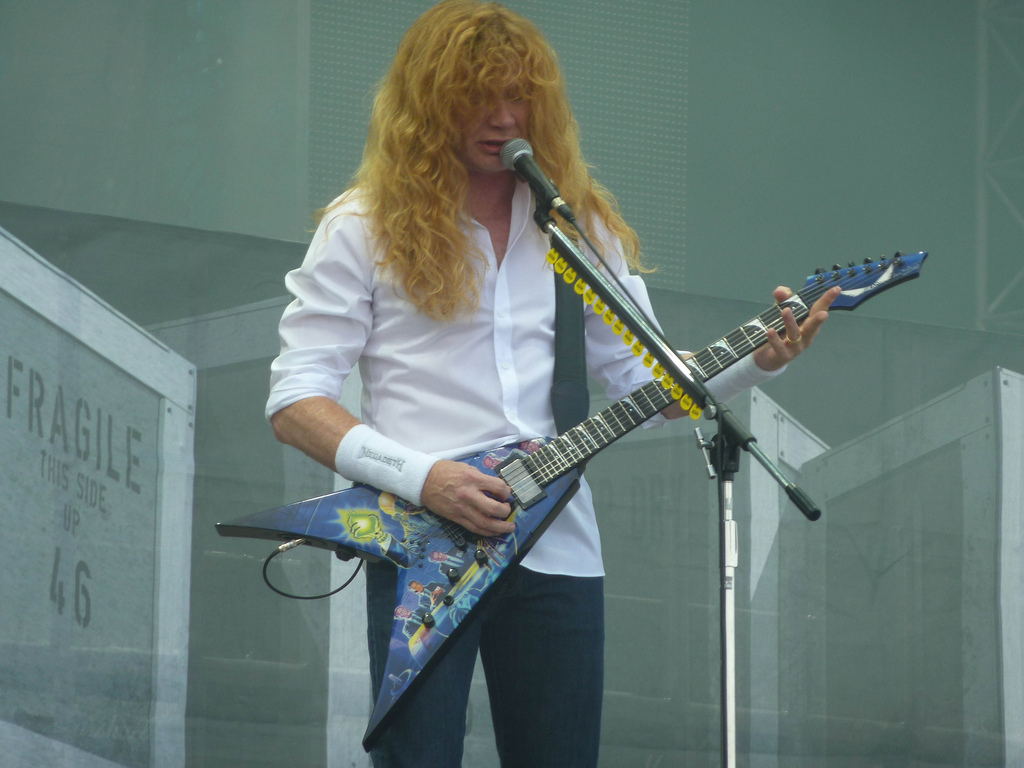
Dave Mustaine, fondatore del gruppo e autore principale dei testi di Super Collider

Il 27 ottobre, Mustaine ha rivelato che i Megadeth hanno progettato di entrare in studio per iniziare a delineare il nuovo album in studio nella prima settimana di novembre 2012, prima di abbandonare lo studio per la tappa statunitense per celebrare il ventesimo anniversario del quinto album in studio Countdown to Extinction. Il giorno successivo, Mustaine ha annunciato attraverso l'account Twitter di Vic Rattlehead di aver scelto il titolo e la copertina dell'album, Più tardi, il batterista Shawn Drover, in un'intervista all'Atlantic City Insiders avvenuta prima di un concerto all'House of Blues di Atlantic City, ha spiegato che le registrazioni del nuovo album sarebbero iniziate fino ai primi mesi del 2013 e probabilmente l'album sarebbe stato pubblicato nell'estate del 2013; il batterista ha aggiunto inoltre che i Megadeth erano entrati nella fase di composizione del materiale e della decisione relativa ai riff da utilizzare per il disco. Il 24 dicembre 2012, Mustaine ha annunciato il completamento di tre brani.
A partire da gennaio 2013, i Megadeth hanno pubblicato alcuni video di breve durata attraverso il proprio canale YouTube, i quali mostrano i componenti suonare e registrare le varie canzoni. Pochi giorni più tardi, in un'intervista con Full Metal Jackie al NAMM 2013, Mustaine ha annunciato che il gruppo aveva completato 11 brani su 13, aggiungendo inoltre che i Megadeth avevano firmato per una nuova etichetta discografica, senza rivelarne il nome.
Il 12 febbraio 2013 è stato rivelato il titolo dell'album, Super Collider, e la sua pubblicazione attraverso l'etichetta discografica fondata da Mustaine, la Tradecraft; due settimane dopo, il programma radiofonico Shockwave della HardRadio.com mise in onda un'intervista con Mustaine nella quale il frontman ha discusso su circa una mezza dozzina di brani dell'album, rivelandone alcuni titoli. Il 13 marzo 2013, Mustaine ha annunciato attraverso Twitter che le registrazioni per l'album erano completate e che Super Collider avrebbe contenuto 13 brani.
Il 10 aprile 2013 sono state pubblicate sul sito ufficiale del Megadeth la copertina dell'album e un'anteprima del brano Don't Turn Your Back...; sempre in aprile, è stato annunciato che il cantante David Draiman (frontman dei Disturbed) sarebbe stato presente come cantante aggiuntivo nei brani Dance in the Rain e Forget to Remember.
Il 18 maggio è stato reso disponibile per l'ascolto la traccia d'apertura Kingmaker, mentre il 31 dello stesso mese anche il brano Built for War è stato reso disponibile per l'ascolto, questa volta in esclusiva su sito dei Grammy Award.

## Titolo e copertina
Il titolo dell'album deriva dal Compact Muon Solenoid, un grande rivelatore per un esperimento di fisica delle particelle attualmente in funzione al CERN che permette ai fisici di far scontrare gli atomi nella speranza di scoprire le origini della teoria del Big Bang.
La copertina è una modifica di una fotografia esistente della canna interna del tracciatore in silicio del Compact Muon Solenoid, per la quale i Megadeth hanno chiesto ed ottenuto il permesso dal CERN. Al centro della copertina è possibile vedere il riflesso della mascotte [Vic Rattlehead. L'edizione speciale dell'album mostra una versione in 3D della copertina.

## I brani
Il 26 dicembre 2012 è stato rivelato che uno dei nuovi brani composti per l'album si sarebbe intitolato Forget to Remember.
Mustaine elaborò il tema di diversi brani, sottolineando che Forget to Remember è stato composto volutamente in modo ambiguo, facendo pensare che esso possa parlare di una persona che cerca di dimenticare una relazione oppure qualcuno che soffre della malattia di Alzheimer e che non può ricordare. Il frontman inoltre ha paragonato il concept del brano al film Le pagine della nostra vita, osservando inoltre che, mentre la title track trae ispirazione dagli acceleratori di particelle e dalla ricerca della "particella di Dio", il significato del testo è meno scientifico. The Blackest Crow è stato descritto come un brano influenzato dal southern rock e che presenta una slide guitar, mentre il testo di Kingmaker si riferisce all'abuso e alla dipendenza dagli antidolorifici.

## Singoli
Il primo singolo estratto dall'album è stato l'omonimo Super Collider, pubblicato il 22 aprile 2013 su iTunes. Alcuni giorni dopo, il brano ha debuttato in una puntata della trasmissione radiofonica Full Metal Jackie. Inoltre è stato realizzato un video musicale per esso.
Il 31 maggio è stata pubblicata in Europa un'edizione speciale in vinile dell'album contenente un singolo in 7" costituito dalle bonus track All I Want e A House Divided.

## Accoglienza
| Recensione                    | Giudizio |
| ----------------------------- | -------- |
| AllMusic                      |          |
| Brave Words & Bloody Knuckles |          |
| Classic Rock                  |          |
| Exclaim!                      |          |
| The Lantern                   | D-       |
| Loudwire                      |          |
| Metal Storm                   |          |
| PopMatters                    |          |
| Shields Gazette               |          |
| Spin                          |          |

L'album è stato accolto con reazioni perlopiù negative da parte dei critici musicali. La maggior parte di esse sono incentrate attorno ai testi e alla voce di Mustaine e anche al ritorno di brani caratterizzate da sonorità più commerciali rispetto alle recenti pubblicazioni dei Megadeth. Alcuni recensori si sono spinti fino a tracciare un confronto tra Super Collider e Risk, l'album del gruppo del 1999 fortemente criticato.
James Christopher Monger di AllMusic ha assegnato una valutazione di 2 stelle e mezzo su 5, affermando che Super Collider contiene pochi brani buoni (Kingmaker, Built for War e The Blackest Crow), ma per il resto risulta «così mirato in un faticoso midtempo e in un metaforico hard rock (non thrash) familiare che non si connette mai veramente.»
Greg Pratt di Exclaim! è stato tra i critici più duri dell'album, descrivendo gran parte dei brani contenuti nell'album come un tentativo da parte di Mustaine sia per mantenere una credibilità viva con il suo fanbase che per realizzare hit radiofoniche, un risultato impossibile secondo il critico. Pratt inoltre ha una cattiva opinione di diversi brani dell'album: Off the Edge è stata descritta come "non amabile", The Blackest Crow è stata definita come "un pasticcio sfuocato", e la title track è stata bocciata per l'orientamento del sound fortemente radiofonico; dall'altro lato Kingmaker viene descritta da Pratt come «implacabile», e che ha sonorità fortemente familiari ai brani contenuti in Countdown to Extinction (1992).
Mark Gromen di Brave Words & Bloody Knuckles si è mostrato soddisfatto per Super Collider, definito «un album molto più rock rispetto a United Abominations o Endgame». Built for War è stato descritto come un brano «dallo stesso sentimento di Rust in Peace», mentre Burn! è stato criticato per il testo, giudicato banale.
Chad Bowar di Loudwire ha espresso pareri contrastanti sull'album, criticandolo per essere molto simile a Risk e a The World Needs a Hero rispetto agli album pubblicati nei tempi recenti, riservando tuttavia una sorta di elogio per Kingmaker e per la reinterpretazione di Cold Sweat, brano originariamente composto dai Thin Lizzy.
Altri recensori hanno generalmente avuto una visione sprezzante dell'album e molti di loro hanno assegnato punteggi altamente negativi, come il D- assegnato da The Lantern o il punteggio di 2 punti su 10 da PopMatters.

## Tracce
Testi e musiche di Dave Mustaine, eccetto dove indicato.
1. Kingmaker – 4:16 (testo: Dave Mustaine – musica: Dave Mustaine, David Ellefson)
2. Super Collider – 4:11
3. Burn! – 4:11
4. Built for War – 3:57 (testo: Dave Mustaine – musica: Shawn Drover, Chris Broderick, Dave Mustaine)
5. Off the Edge – 4:11
6. Dance in the Rain – 4:45 (Melody David Draiman)
7. Beginning of Sorrow – 3:51 (testo: Dave Mustaine, David Ellefson – musica: Chris Broderick, Dave Mustaine, David Ellefson)
8. The Blackest Crow – 4:27
9. Forget to Remember – 4:28 (Melody David Draiman)
10. Don't Turn Your Back... – 3:47
11. Cold Sweat – 3:10 (Phil Lynott, John Sykes) – originariamente interpretata dai Thin Lizzy

Tracce bonus nell'edizione limitata
1. All I Want – 2:53
2. A House Divided – 4:04 (testo: Johnny K, Dave Mustaine – musica: Dave Mustaine)
3. Countdown to Extinction (Live in Pomona, CA) (Dave Mustaine, David Ellefson, Marty Friedman, Nick Menza) – presente nell'edizione giapponese e in quella di Best Buy

## Formazione
Gruppo
- Dave Mustaine – voce, chitarra solista, ritmica, slide ed acustica
- Chris Broderick – chitarra solista, ritmica ed acustica, cori
- David Ellefson – basso, cori
- Shawn Drover – batteria, percussioni, cori

Altri musicisti
- Brian Costello, Sean Costello e Mary Kate Peterson della Shannon Rovers Irish Pipe Band – gaita (traccia 4)
- David Draiman – voce aggiuntiva (traccia 6)
- Yao Zhao – violoncello (traccia 6)
- Tom Cunningham – violino (traccia 6), fiddle (traccia 8)
- Electra Mustaine – cori (tracce 7 e 9)
- Sarah Phelps – cori (traccia 7)
- Willie Gee – voce parlata (traccia 8)
- Bob Findley – corno (traccia 13)[41]

Produzione
- Johnny K – produzione (eccetto traccia 14)
- Dave Mustaine – produzione (eccetto traccia 14)
- Barry Ehrmann – produzione (traccia 14)
- Cameron Webb – ingegneria del suono[20]
- Ted Jensen – mastering

## Classifiche
| Classifica (2013)          | Posizione massima |
| -------------------------- | ----------------- |
| Australia                  | 28                |
| Austria                    | 26                |
| Belgio (Fiandre)           | 65                |
| Belgio (Vallonia)          | 58                |
| Canada                     | 4                 |
| Danimarca                  | 22                |
| Finlandia                  | 4                 |
| Francia                    | 43                |
| Germania                   | 24                |
| Giappone                   | 14                |
| Italia                     | 60                |
| Norvegia                   | 7                 |
| Nuova Zelanda              | 28                |
| Paesi Bassi                | 36                |
| Regno Unito                | 22                |
| Regno Unito (rock & metal) | 2                 |
| Spagna                     | 35                |
| Stati Uniti                | 6                 |
| Stati Uniti (hard rock)    | 3                 |
| Stati Uniti (rock)         | 3                 |
| Stati Uniti (tastemaker)   | 5                 |
| Svezia                     | 15                |
| Svizzera                   | 21                |